# Juliobona (ville romaine)
Juliobona était une cité gallo-romaine fondée au Ier siècle sous l'empereur Auguste. C'était le chef-lieu de la cité des Calètes qui peuplaient l'actuel Pays de Caux. C'est l'actuelle ville de Lillebonne, dans le département de Seine-Maritime.

## Toponymie
Lillebonne est mentionnée au IIe siècle dans la Géographie de Ptolémée sous le nom gallo-romain de Juliobona. Le préfixe Julio provient vraisemblablement de l'anthroponyme Jules César, le radical bona, désignait en langue celtique soit une « fondation urbaine » soit une « source ».

## Histoire

### Avant l'arrivée des Romains, les Calètes
Le peuple de la Gaule belgique, des Calètes s'installèrent dans cette partie de la Gaule aux alentours du IIIe siècle av. J.-C. . Les Calètes choisirent d'implanter leur « capitale » sur un nœud de communication qui permettait d'établir des relations commerciales avec la Britannia par la mer et le reste de la Gaule par la Seine.

### La période de la paix romaine (IeretIIesiècles)
La ville romaine, située sur la voie romaine reliant Lutèce à Caracotinum (Harfleur), fut construite vraisemblablement sous le règne d'Auguste au Ier siècle. Elle connut une période de prospérité liée à la présence d'un port sur la Seine.

### Juliobona sous le Bas-EmpireIIIe,IVesiècles
Pendant le Bas-Empire, période de troubles (invasions, guerres civiles), l'histoire de Juliobona est mal connue, et l'on ne sait pas si elle abrita une garnison comme d'autres cités de Gaule du nord. La ville se rétracta et s'entoura de remparts, les pierres de certains édifices furent utilisées pour les construire. L'enceinte délimitait alors une aire urbaine d'environ 50 hectares

## Les vestiges
Des fouilles effectuées tout au long du XIXe siècle permirent cependant de remettre au jour de nombreux vestiges. Depuis l'année 2007, de nouvelles fouilles sont en cours ; elles ont permis de mieux connaître l'attribution du théâtre.
Les vestiges de monuments dont nous ayons connaissance ont permis d'identifier :
- un  théâtre antique,

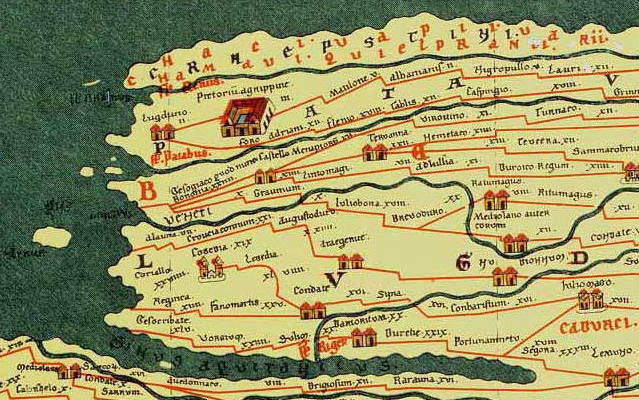
Détail de la table de Peutinger au Ier - IVe siècle (Juliobona est au centre).
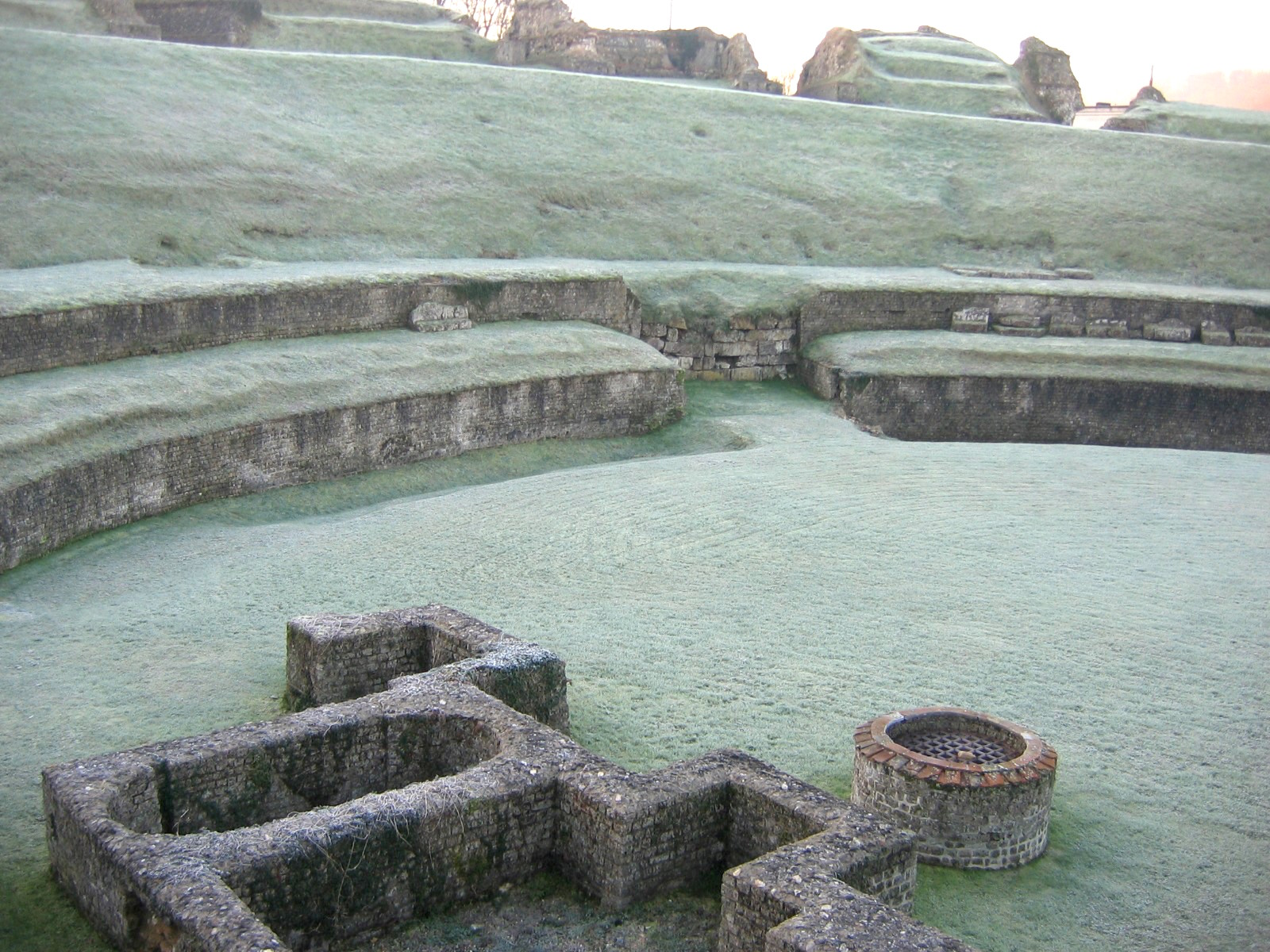
Théâtre…
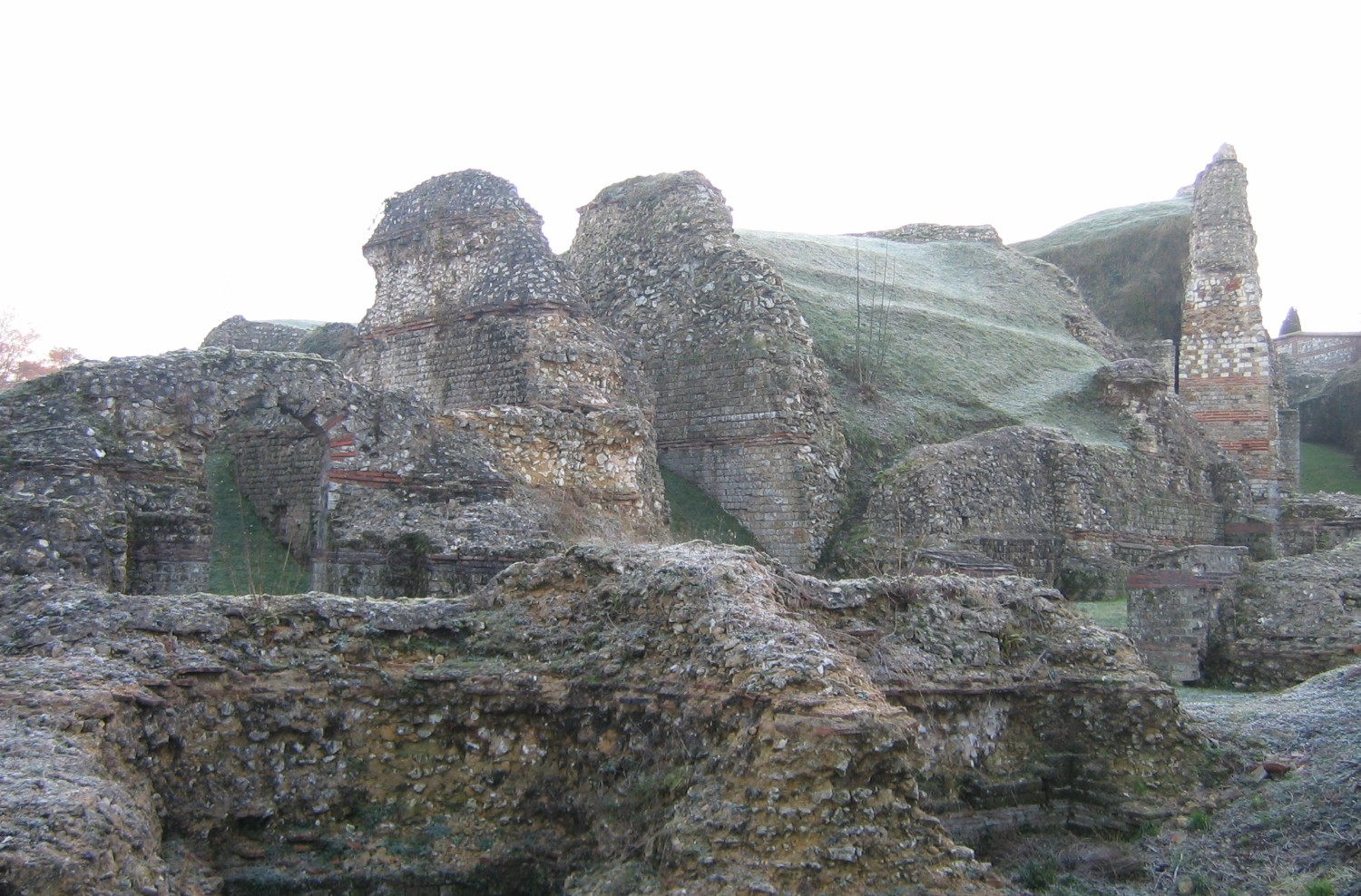
…gallo-romain…
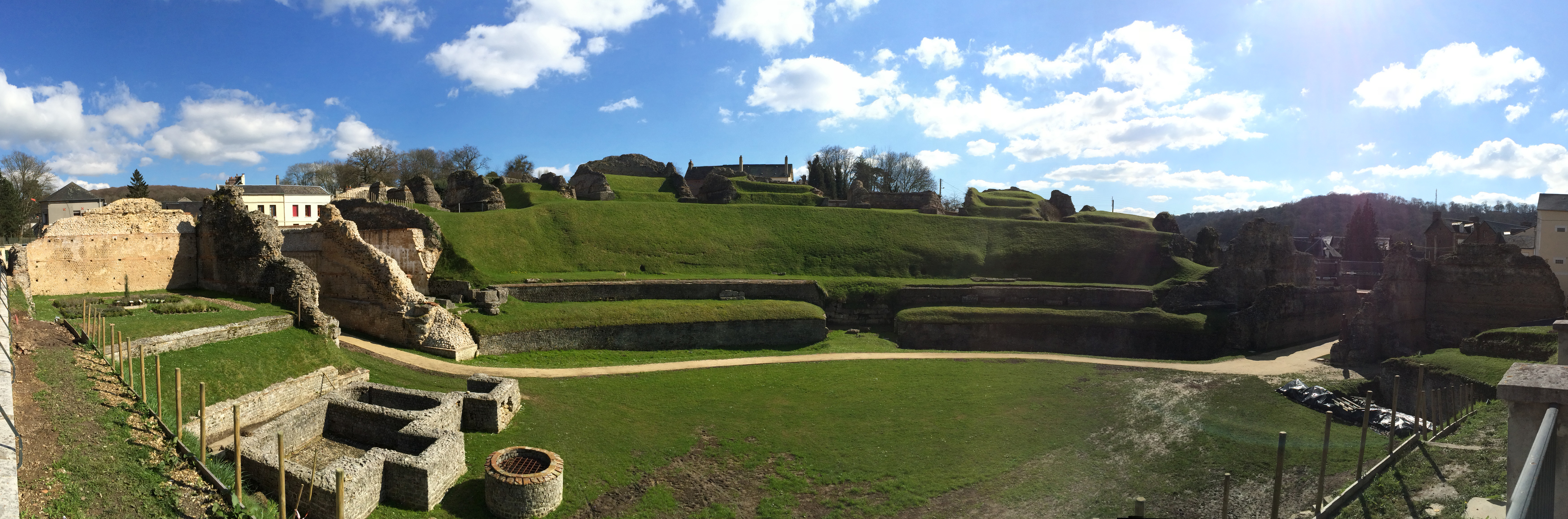
…de Lillebonne.

- deux thermes,
- un temple de Mithra,
- la domus de Saint-Denis,
- un aqueduc...

En 1823, fut découverte une statue d'Apollon du IIe siècle, en bronze recouvert de feuilles d'or d'une hauteur de 1,90 m découverte à proximité du théâtre antique est conservée au Musée du Louvre à Paris.
Les fouilles archéologiques ont permis de mettre au jour des vestiges de domus, de villas suburbaines ainsi que de quartiers d'habitations plus modestes, parfois péri-urbains.
La Grande mosaïque de Lillebonne, représentant une chasse au brame (des cerfs), provenant d'une villa suburbaine et est conservée au musée des Antiquités de Rouen.
D'autres vestiges sont conservés au musée Juliobona de Lillebonne.

Objets gallo-romains découverts à Lillebonne.
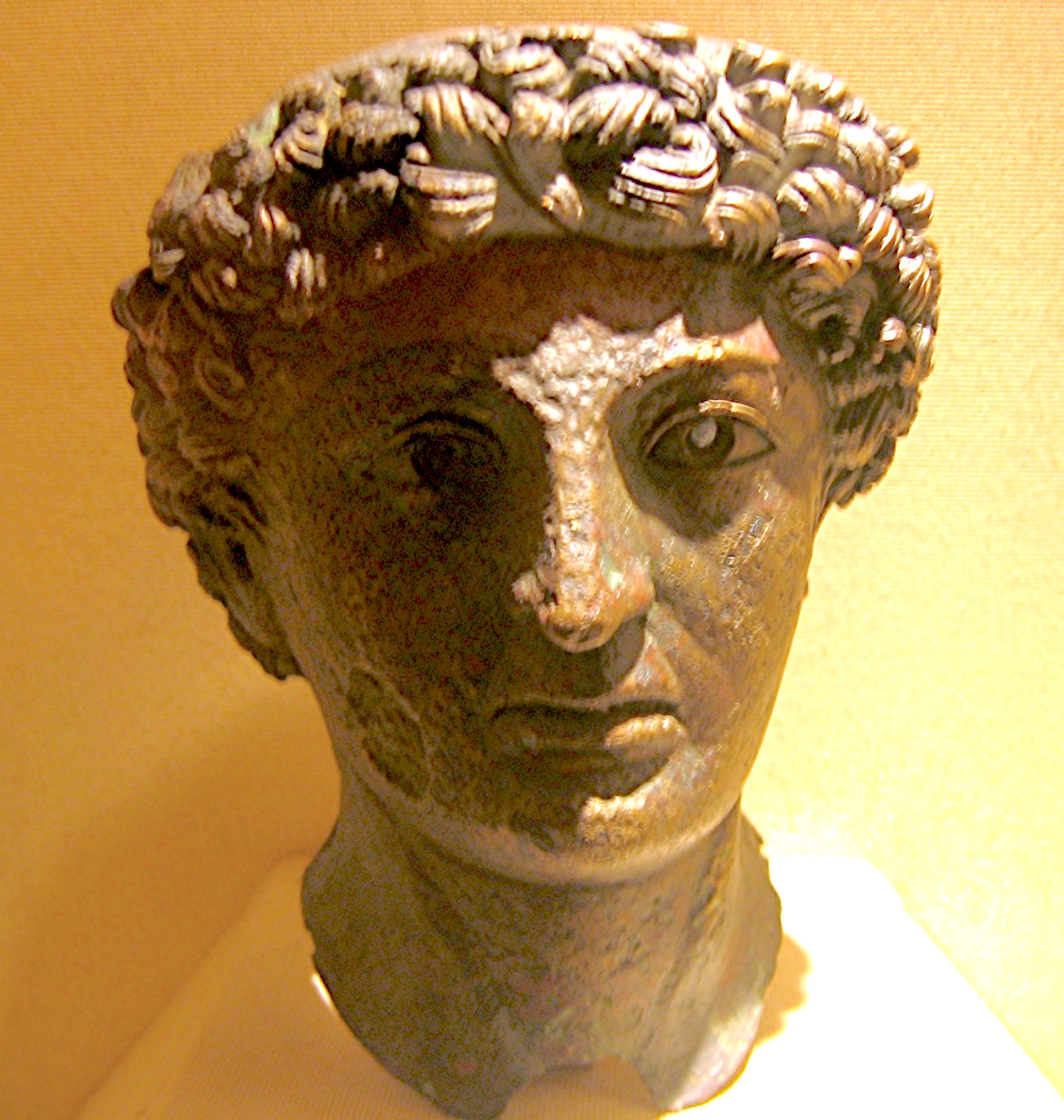
Tête d'un dieu romain en bronze, retrouvée à Lillebonne (Musée des Antiquités de Rouen).
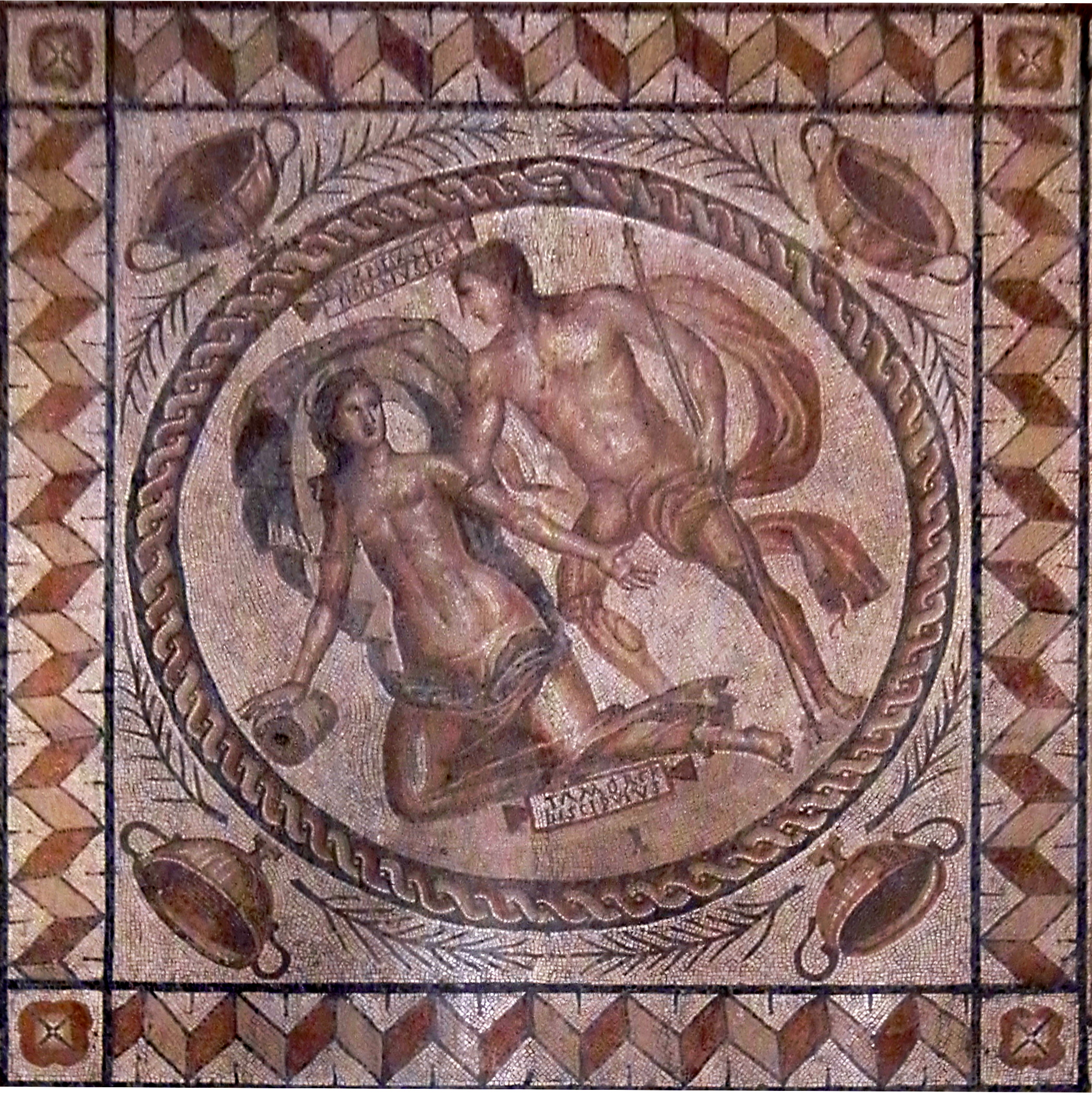
Grande Mosaïque de Lillebonne retrouvée à Lillebonne (Musée des Antiquités de Rouen).
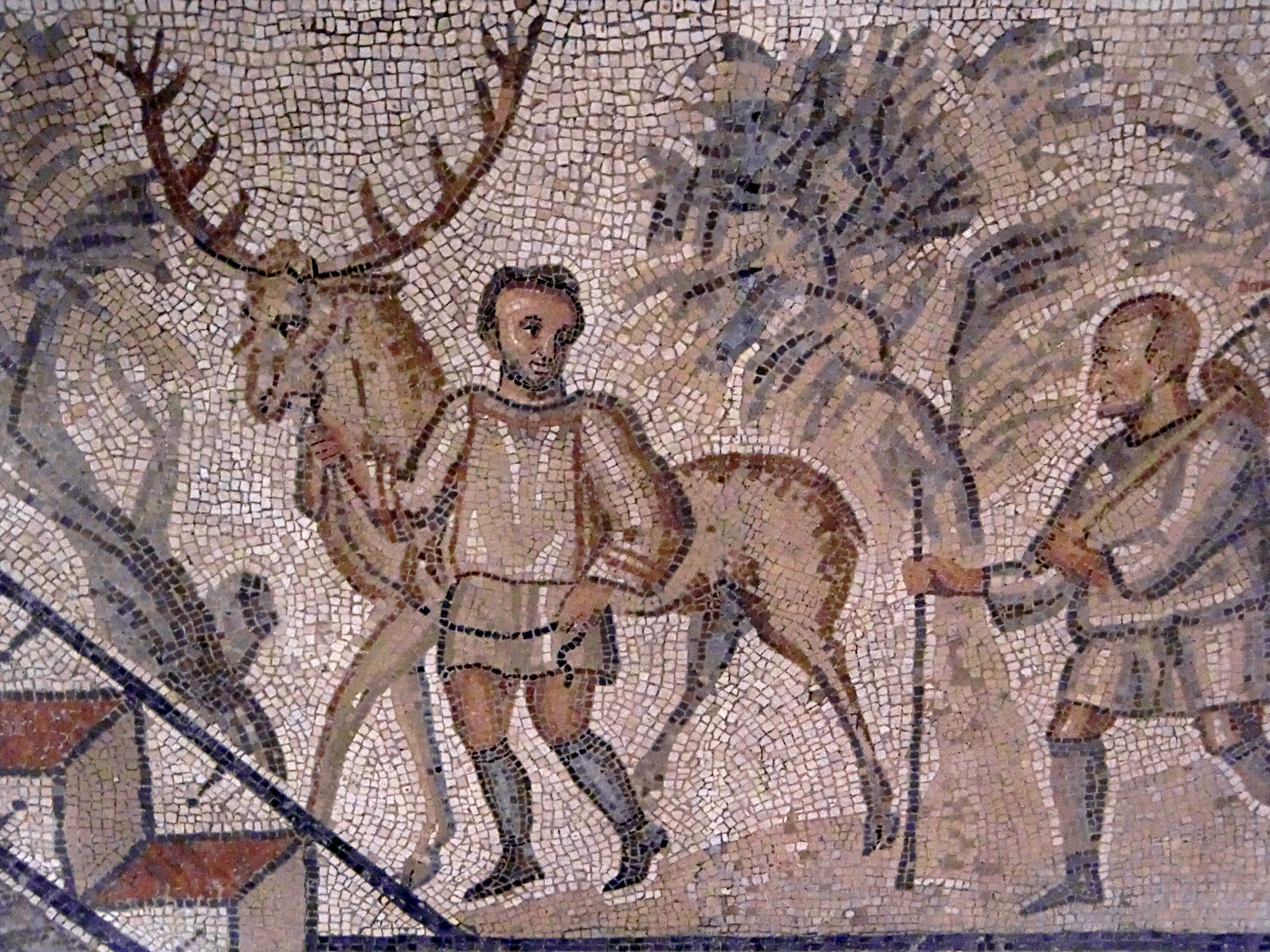
Grande Mosaïque de Lillebonne.